# Dora Morelenbaum
Dora Morelenbaum é uma cantora, compositora e multi-instrumentista brasileira. Ganhou notoriedade como integrante do grupo musical Bala Desejo, cujo álbum Sim Sim Sim venceu o Grammy Latino de 2022 na categoria de Melhor Álbum de Pop Contemporâneo em Língua Portuguesa. Dora também desenvolve uma carreira solo, que recebeu atenção da crítica especializada em publicações como a revista alemã HHV Mag e colaborações com nomes da música brasileira contemporânea, como Kiko Dinucci e Juçara Marçal.

### Carreira
Vinda de uma família de músicos — é neta do maestro Jaques Morelenbaum e filha da cantora Paula Morelenbaum — Dora cresceu em ambiente musical e começou a atuar profissionalmente na música durante a década de 2010. Em 2022, integrou o grupo carioca Bala Desejo, ao lado de Julia Mestre, Lucas Nunes e Zé Ibarra. O quarteto lançou o álbum Sim Sim Sim, que foi agraciado com o Grammy Latino de Melhor Álbum de Pop Contemporâneo em Língua Portuguesa.
No mesmo ano, Dora participou do Festival CoMA, evento voltado à música autoral brasileira.
Em 2023, participou do álbum Delta Estácio Blues de Kiko Dinucci, ampliando sua atuação na cena contemporânea da MPB.

### Carreira solo
Em 2021, lançou seu primeiro trabalho solo, o EP Vento de Beirada. O projeto foi relançado em 2023 e recebeu destaque na crítica internacional, como na revista alemã HHV Mag, que descreveu Dora como "uma das novas vozes mais importantes da cena brasileira".
Em 2024, lançou seu primeiro álbum completo, Pique, que teve repercussão em veículos de imprensa cultural brasileiros. O disco foi elogiado por unir elementos da canção brasileira com sonoridades contemporâneas, como destacado pela Folha de S.Paulo.

### Estilo musical
Dora Morelenbaum é associada a um estilo que mescla influências da MPB tradicional com elementos de samba-jazz, música eletrônica e experimentalismo. Sua formação clássica e o uso do violoncelo influenciam uma sonoridade que combina elementos populares e eruditos.

### Presença na mídia
A artista já concedeu entrevistas e participou de programas de rádio, podcasts e canais especializados em música, abordando seu processo criativo e trajetória. O trabalho com o Bala Desejo foi mencionado pelo jornal O Globo como representativo da renovação da MPB.

### Reconhecimento
- Grammy Latino 2022 – Melhor Álbum de Pop Contemporâneo em Língua Portuguesa (com Bala Desejo)[7]